# Стрільба на літніх Паралімпійських іграх 2016
Змагання зі стрільби на літніх Паралімпійських іграх 2016 року пройдуть з 7 по 18 вересня 2016 року. 

## Класифікація спортсменів
Спортсмени були класифіковані на різні групи в залежності від ступеня інвалідності. Система класифікації дозволяє спортсменам з однаковими порушеннями конкурувати на рівних.

Атлети класифікуються на такі групи:
- SH1: спортсмени, які можуть витримати вагу зброї і використовують гвинтівку чи пістолет.
- SH2: спортсмени, які використовують підтримку, оскільки вони мають порушення, що зачіпає одну чи обидві руки і використовують тільки гвинтівку.

## Змагання

### Чоловіки
| Змагання                     | Клас          | Золото  | Срібло                 | Бронза           |
| ---------------------------- | ------------- | ------- | ---------------------- | ---------------- |
| Пневматична гвинтівка — 10м  | Стоячи SH1    | Чао Дон | Абдулла Султан Аларяні | Суван Кім        |
| Гвинтівка — 50 м             | 3 позиції SH1 |         |                        |                  |
| Пневматичний пістолет — 10 м | SH1           | Янг Чао | Лі Джу-лі              | Сервер Ібрагімов |

### Жінки
| Змагання                     | Клас          | Золото              | Срібло          | Бронза              |
| ---------------------------- | ------------- | ------------------- | --------------- | ------------------- |
| Пневматична гвинтівка — 10м  | Стоячи SH1    | Вероніка Вадовіцова | Цуйпін Чжань    | Япінг Ян            |
| Гвинтівка — 50 м             | 3 позиції SH1 |                     |                 |                     |
| Пневматичний пістолет — 10 м | SH1           | Сарех Джаванмарді   | Ковальчук Ольга | Айсегул Пахліванлар |

### Змішані
| Змагання                    | Клас       | Золото              | Срібло                | Бронза       |
| --------------------------- | ---------- | ------------------- | --------------------- | ------------ |
| Пневматична гвинтівка — 10м | Лежачи SH1 | Вероніка Вадовіцова | Наташа Гілтроп        | Лі Джанг-го  |
| Пневматична гвинтівка — 10м | Лежачи SH2 |                     |                       |              |
| Пневматична гвинтівка — 10м | Стоячи SH2 | Веселка Певеч       | Франчек Горазд Трішек | Кім Геун-соо |
| Гвинтівка — 50 м            | Лежачи SH1 |                     |                       |              |
| Пістолет — 25 м             | SH1        |                     |                       |              |
| Пістолет — 50 м             | SH1        |                     |                       |              |

## Медальний залік
| Місце | Країна | Золото | Срібло | Бронза | Загалом |
| ----- | ------ | ------ | ------ | ------ | ------- |
| 1     |        |        |        |        |         |